# Xestoleptura
Xestoleptura is een kevergeslacht uit de familie van de boktorren (Cerambycidae). De wetenschappelijke naam van het geslacht werd voor het eerst geldig gepubliceerd in 1913 door Casey.

## Soorten
Xestoleptura omvat de volgende soorten:
- Xestoleptura baeckmanni (Plavilstshikov, 1936)
- Xestoleptura behrensii (LeConte, 1873)
- Xestoleptura cockerelli (Fall, 1907)
- Xestoleptura crassicornis (LeConte, 1873)
- Xestoleptura crassipes (LeConte, 1857)
- Xestoleptura nigroflava (Fuss, 1852)
- Xestoleptura octonotata (Say, 1824)
- Xestoleptura rufiventris (Gebler, 1830)
- Xestoleptura tibialis (LeConte, 1850)